# Доходный дом И. И. Карзинкина
Доходный дом И. И. Карзинкина — историческое здание в Москве (Столешников пер., д. 9, стр. 1). Доходный дом был построен в 1874 году по проекту архитектора В. Н. Карнеева в духе эклектики. В этом доме жил писатель В. А. Гиляровский. Здание имеет статус объекта культурного наследия федерального значения.

## История
Владение № 9 в Столешниковом переулке состоит из нескольких построек. Самая старая из них сейчас стоит во дворе (д. 9, стр. 3), она обозначена ещё на плане XVIII века. В начале XIX века владение в Столешниковом переулке приобрёл известный французский балетный деятель и балетмейстер Жан Ламираль. Перед возвращением во Францию Ламираль продал городскую усадьбу П. П. Гагарину. В 1870-х годах владение принадлежало виноторговцу Егору Леве. Он разделил владение на две части, оставив себе нынешний дом 7. Дом 9 он продал Д. И. Никифорову. После него владельцем городской усадьбы стал потомственный почётный гражданин, совладелец и член правления Балашинской бумагопрядильной мануфактуры Иван Иванович Карзинкин. При нём в 1874 году дом был перестроен и надстроен по проекту архитектора В. Н. Карнеева.
В квартире № 10 на третьем этаже с 1886 по 1935 год жил русский писатель, журналист и бытописатель Москвы Владимир Алексеевич Гиляровский. У него в гостях бывали А. П. Чехов, А. И. Куприн, И. А. Бунин, Н. Д. Телешов, И. И. Левитан, Ф. И. Шаляпин и другие деятели культуры. В память о Гиляровском на фасаде дома установлена мемориальная доска. В этом доме также жил искусствовед В. М. Лобанов.
Последними владельцами дома перед революцией были купцы, потомственные почётные граждане Титовы. В советское время в бывшем доходном доме были устроены коммунальные квартиры. В квартире Гиляровского жили его потомки, которые сохранили обстановку и детали интерьера. К началу XXI века дом остаётся жилым.